# Igrejas Reformadas Sudanesas
As Igrejas Reformadas Sudanesas (em Inglês: Sudanese Reformed Churches) é a uma denominação reformada continental no Sudão e Sudão do Sul fundada em 2005, por pastores e ex-membros da Igreja Presbiteriana do Sudão do Sul e Sudão.

## História
A denominação surgiu a partir do trabalho de plantação de igrejas do Rev. Patrick Jok Ding Wic, que se converteu ao Cristianismo em 1991, na Igreja Presbiteriana do Sudão do Sul e Sudão.
Após sua conversão, Patrick plantou igrejas em Cartum em 1992, em Omdurman em 1994 e posteriormente em diversas outras cidades.
Patrick ingressou na Faculdade Teologica Nilo para cursar Bacharelado em Estudos Pastorais em 1994 e formou-se em 1997. Após sua formatura, foi nomeado professor assistente no mesmo instituto, cargo que ocupou até 2002.
Devido a conflitos teológicos enfrentados pela Igreja Presbiteriana do Sudão do Sul e Sudão em 1997, um grupo de igrejas plantadas por Patrick e outros pastores decidiu formar uma nova denominação.
Sendo assim, em 31 de outubro de 2005, um grupo de 16 igrejas decidiu formar as Igrejas Reformadas Sudanesas. À época, a denominação tinha 500 membros.
Em 2023, a denominação relatou ser formada por 16 igrejas, 18 congregações (um total de 34 locais de culto) e mais de 6.000 membros.

## Relações Inter-Eclesiásticas
A igreja é membro  da Comunhão Mundial das Igrejas Reformadas, Fraternidade Reformada Mundial, Conferência Internacional das Igrejas Reformadas e Conselho de Igrejas do Sudão.
Além disso, possui relações formais ou informais com a Igreja Presbiteriana Ortodoxa, Igrejas Reformadas na África do Sul, Igrejas Reformadas Unidas na América do Norte e Igreja Presbiteriana Reformada da América do Norte.<ref name=est2023>

## Doutrina
A denominação subscreve o Credo dos Apóstolos, Credo de Atanásio, Credo Niceno, Confissão Belga, o Catecismo de Heidelberg e os Cânones de Dort.